# Complexo Viário Túnel Joá Penteado
O Complexo Viário Túnel Joá Penteado, é formado por dois túneis, de 370 e 450 metros de comprimento, que ligam o Centro à Vila Industrial em Campinas. É uma das principais ligações entre a Região Central e os bairros próximos à Rodovia Anhanguera.

## História
Os dois túneis foram idealizados na primeira gestão de Magalhães Teixeira, entre 1983 e 1988, e deveriam ter sido gastos R$128 000 000,00 para a conclusão. As obras se iniciaram em 1987; entretanto, apenas um dos túneis foi completado e o outro deixado pela metade, ao custo de R$111 300 000,00. De janeiro de 1992 (conclusão do Túnel 1) até novembro de 2009, apenas um dos túneis funcionou, com sentido duplo de circulação. Em 2007, a Prefeitura, já na administração de Hélio de Oliveira Santos, fez um acordo judicial com a Odebrecht (atual OEC), empresa sucessora da CBPO ( que já era parte de grupo Odebrecht quando a obra foi realizada) que vencera a licitação original e que foi remunerada com recursos municipais e federais. Após algumas paralisações e retomadas, o Túnel 2 foi entregue à circulação em 28 de novembro de 2009, passando a funcionar no sentido Centro-Bairro e o Túnel 1 passou a funcionar apenas no sentido Bairro-Centro.

## Localização das entradas e saídas dos túneis
| Túnel | Posição   | Sentido       | Geocoordenadas              |
| ----- | --------- | ------------- | --------------------------- |
| 1     | Entrada   | Bairro-Centro | 22°54'39.35"S 47°04'09.96"W |
| 1     | Saída 1   | Bairro-Centro | 22°54'28.24"S 47°04'04.28"W |
| 1     | Saída 2   | Bairro-Centro | 22°54'27.89"S 47°04'08.84"W |
| 2     | Entrada 1 | Centro-Bairro | 22°54'26.26"S 47°04'12.01"W |
| 2     | Entrada 2 | Centro-Bairro | 22°54'25.01"S 47°04'11.05"W |
| 2     | Saída     | Centro-Bairro | 22°54'39.03"S 47°04'10.87"W |

## Comprimento dos túneis
Os dois túneis do Complexo Viário Joá Penteado têm uma configuração complexa: apresentam, cada um, três terminações: duas no lado do Centro e uma no lado da Vila Industrial. Sendo assim, há mais de um comprimento para cada túnel, devendo-se considerar os respectivos extremos.
| Túnel | Direção         | Comprimento |
| ----- | --------------- | ----------- |
| 1     | Entrada-Saída 1 | 370m        |
| 1     | Entrada-Saída 2 | 360m        |
| 2     | Entrada 1-Saída | 435m        |
| 2     | Entrada 2-Saída | 465m        |

## Galeria de imagens

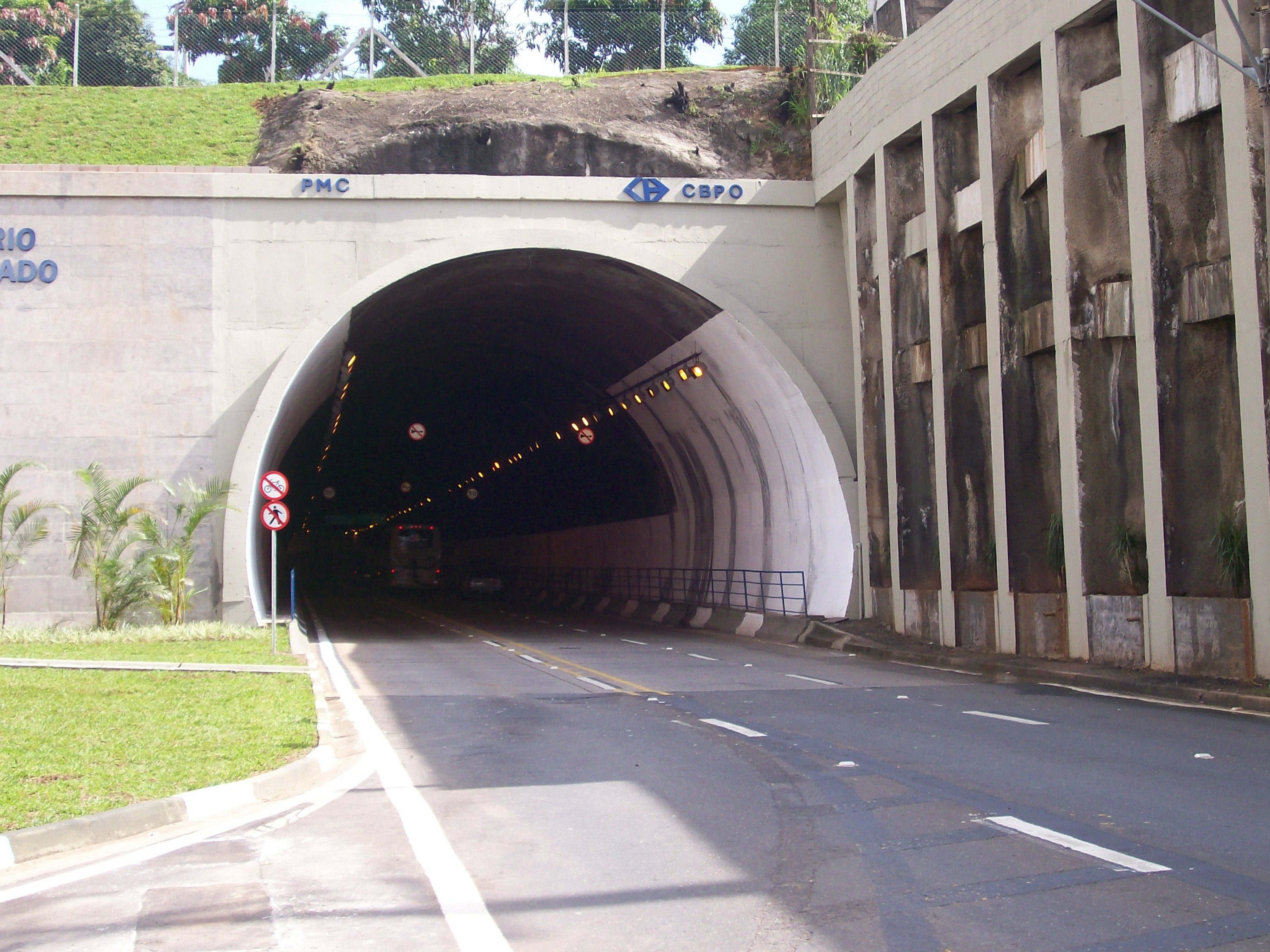
Entrada do Túnel 1, sentido Bairro-Centro.
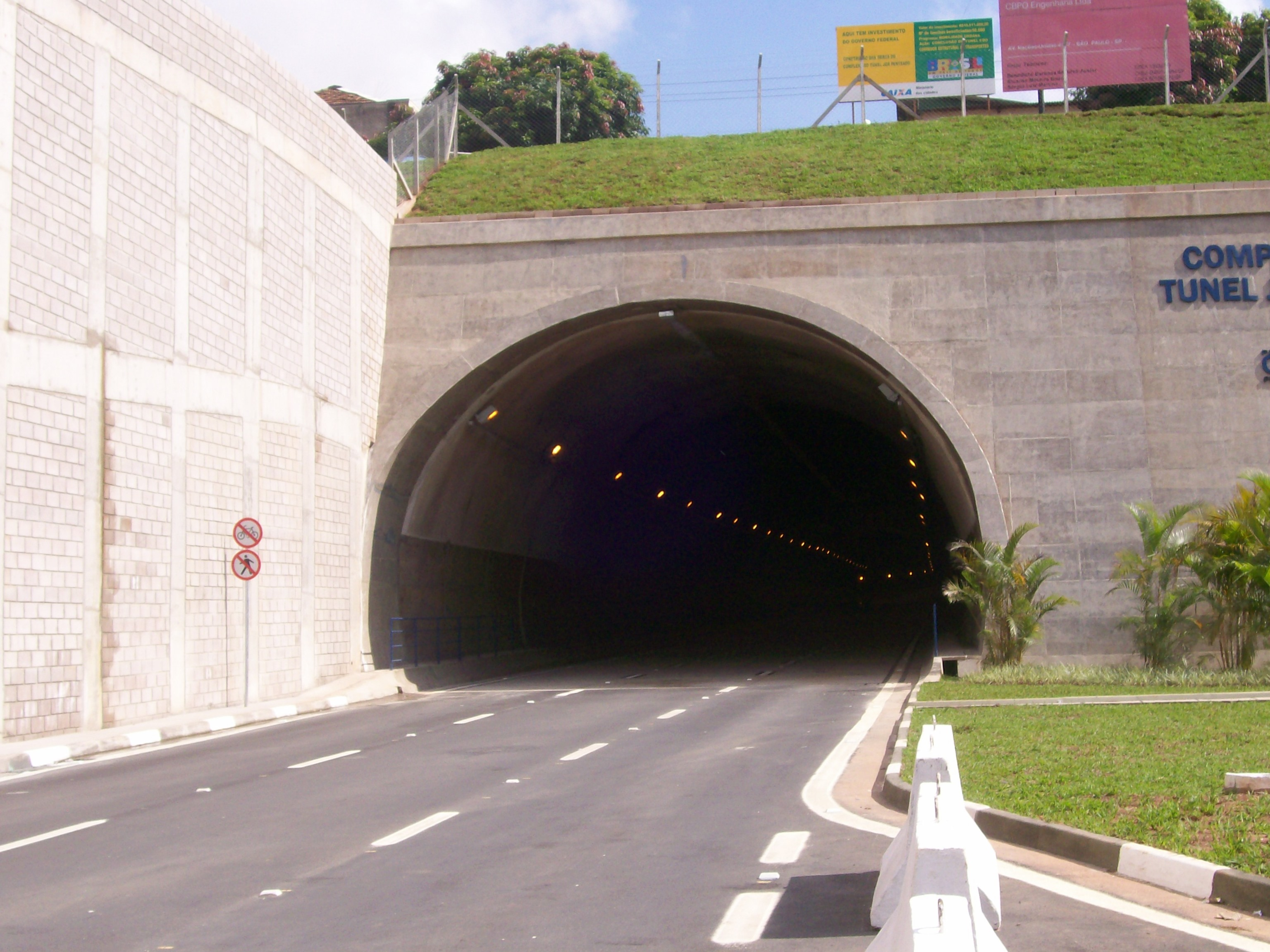
Saída do Túnel 2, sentido Centro-Bairro.
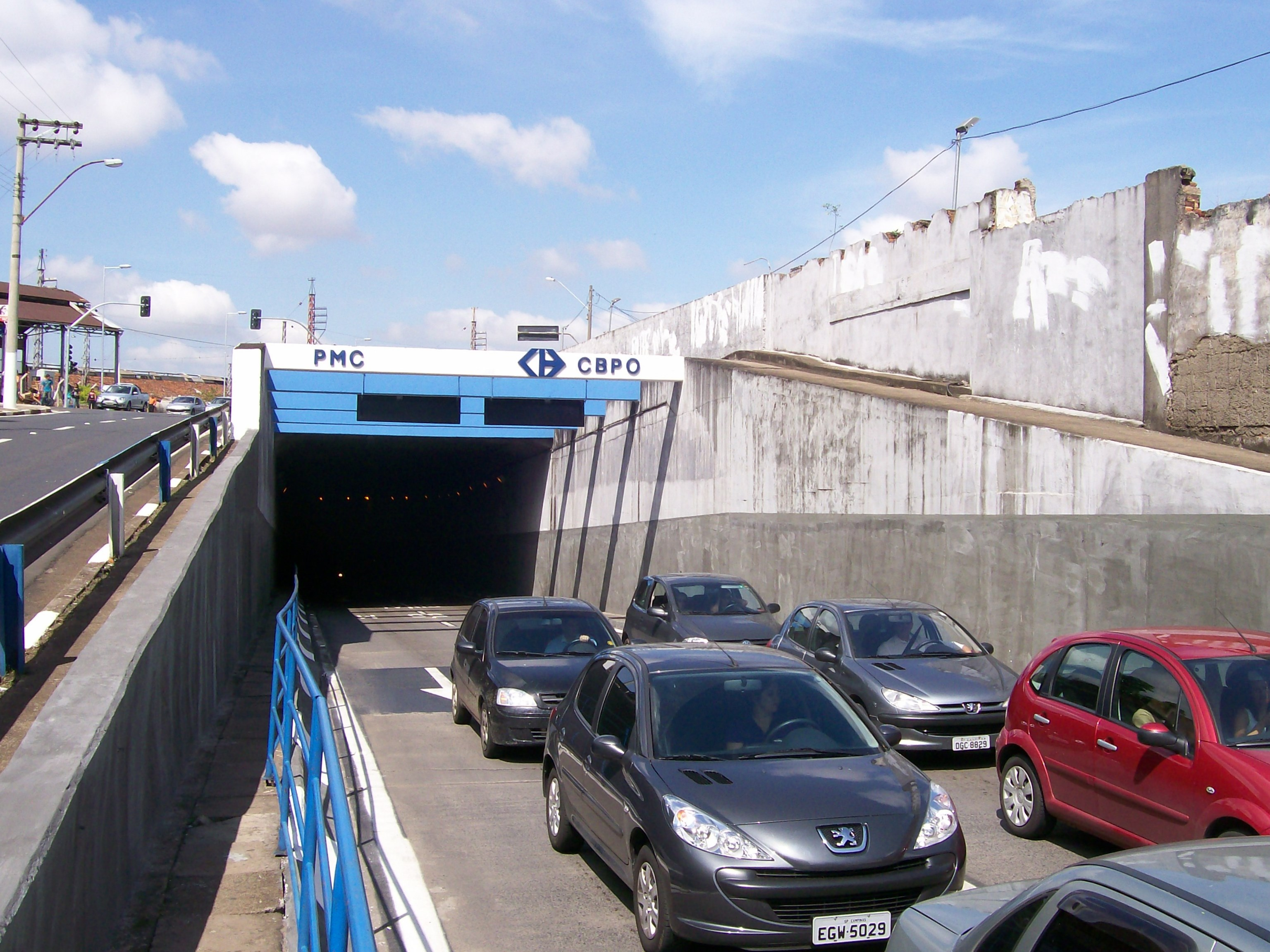
Saída 1 do Túnel 1, próxima às avenidas Campos Sales e Andrade Neves
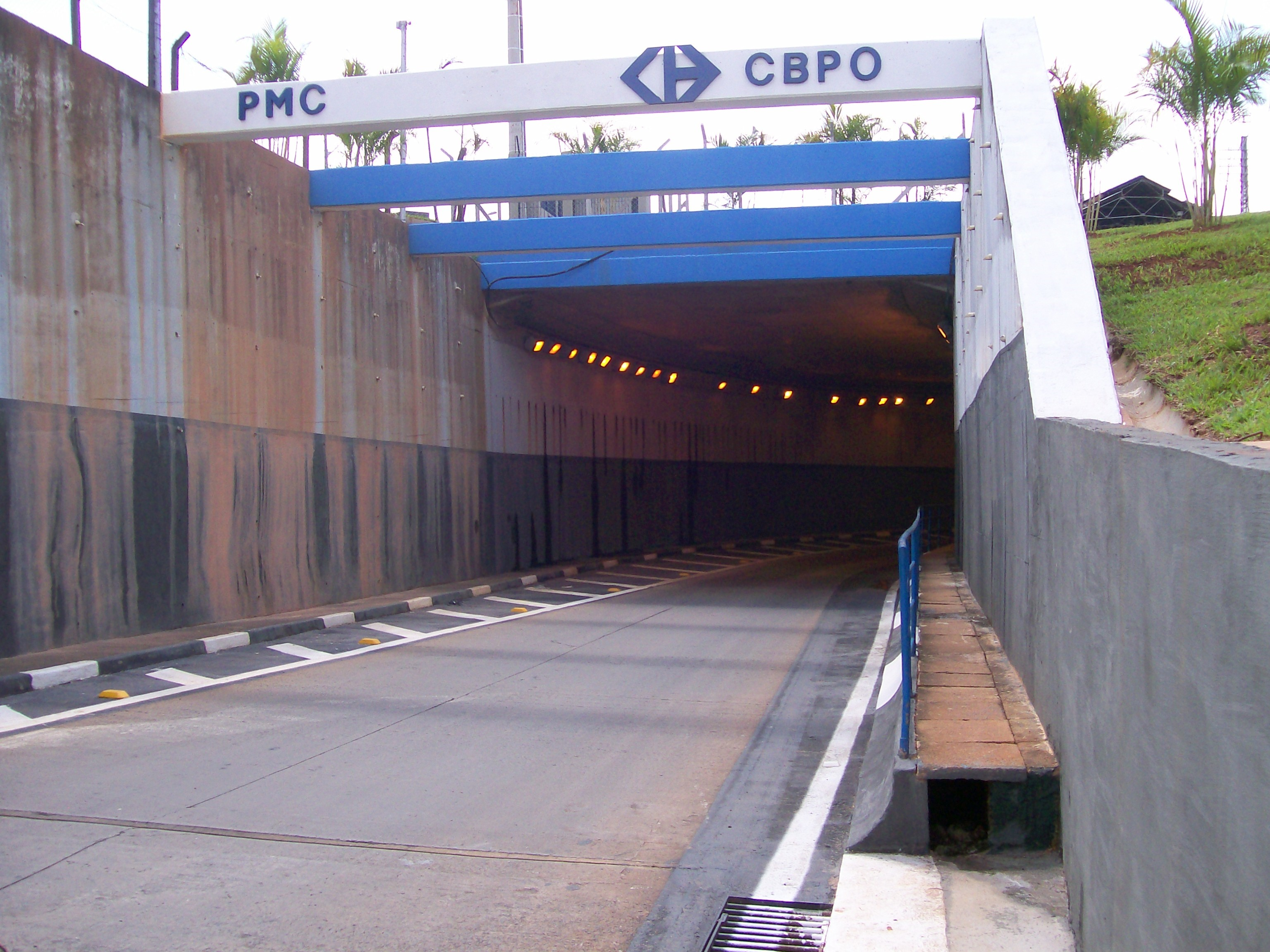
Saída 2 do Túnel 1, rumo à Avenida Lix da Cunha e à Rodoviária de Campinas
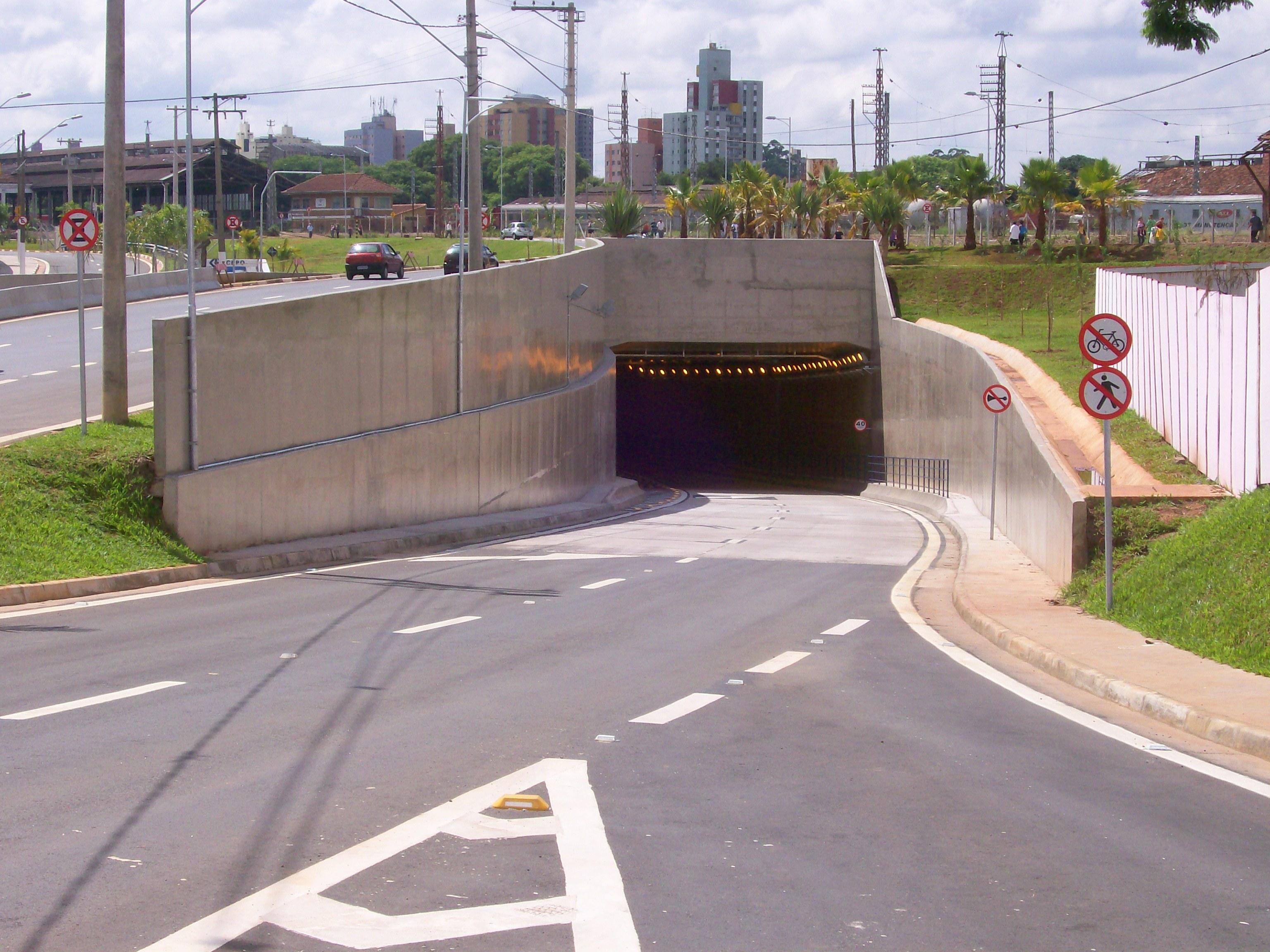
Entrada 1 do Túnel 2, vindo da Avenida Lix da Cunha.
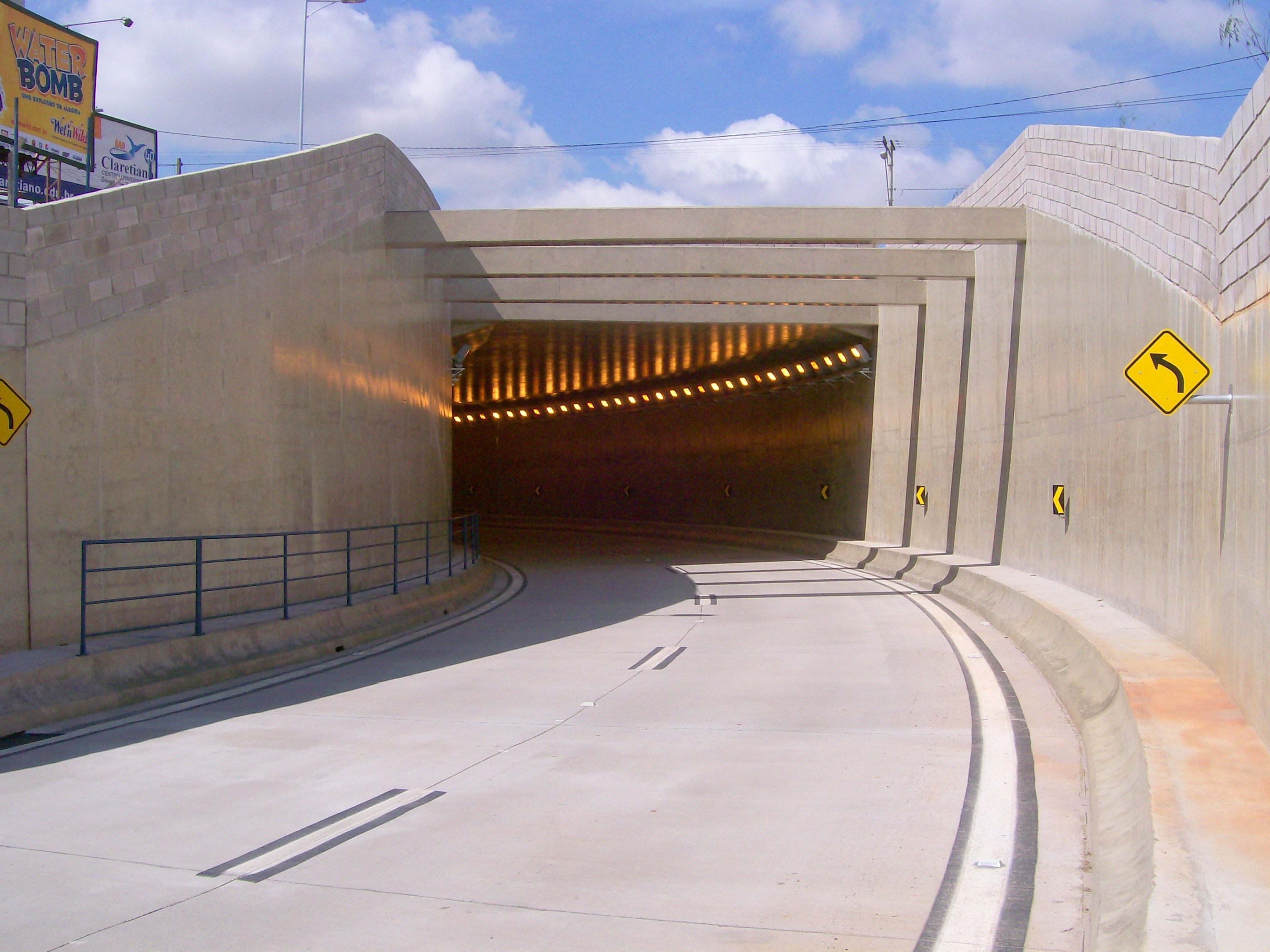
Entrada 2 do Túnel 2, vindo da Avenida Benjamin Constant.
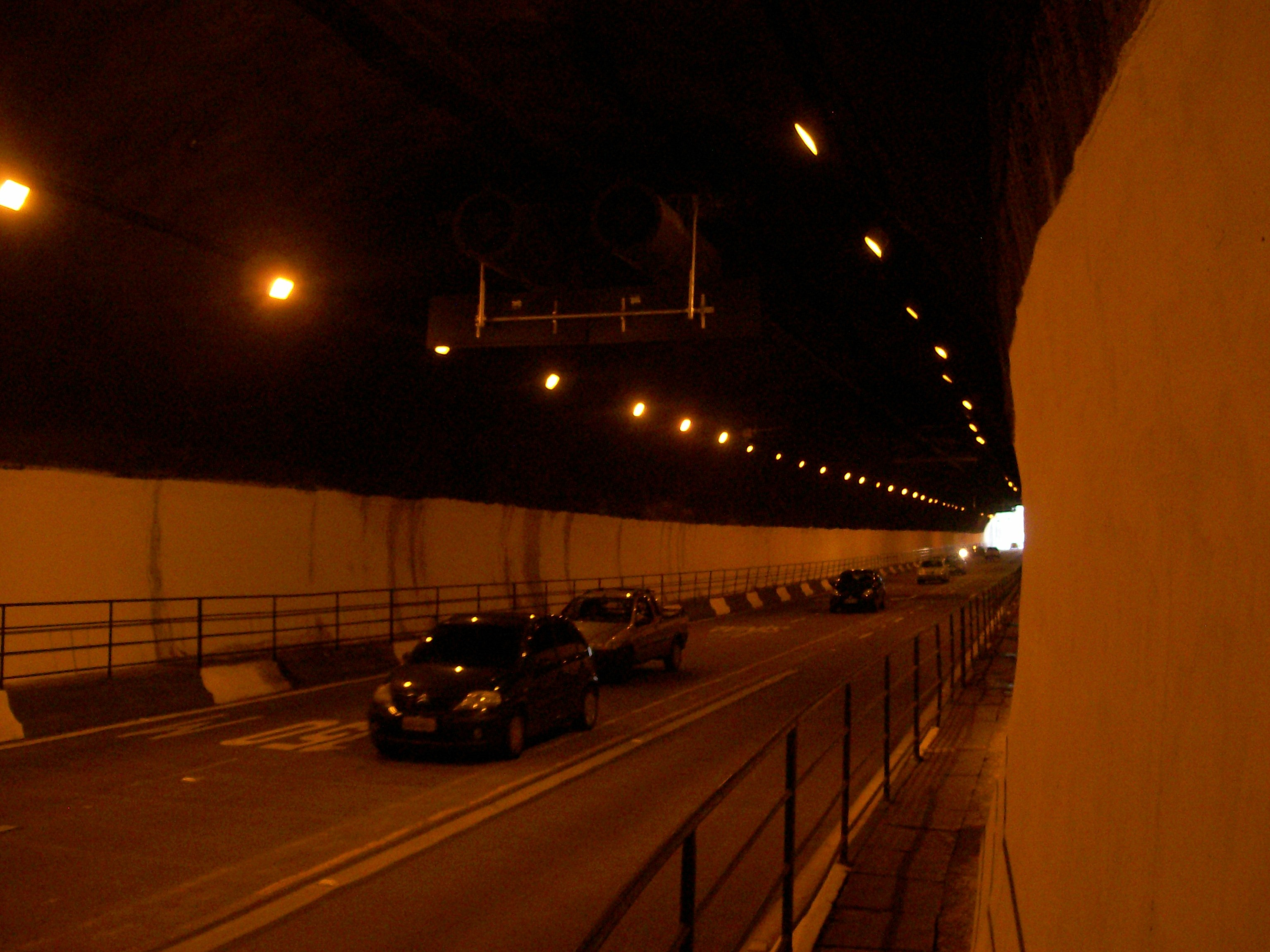
Interior do Túnel 1
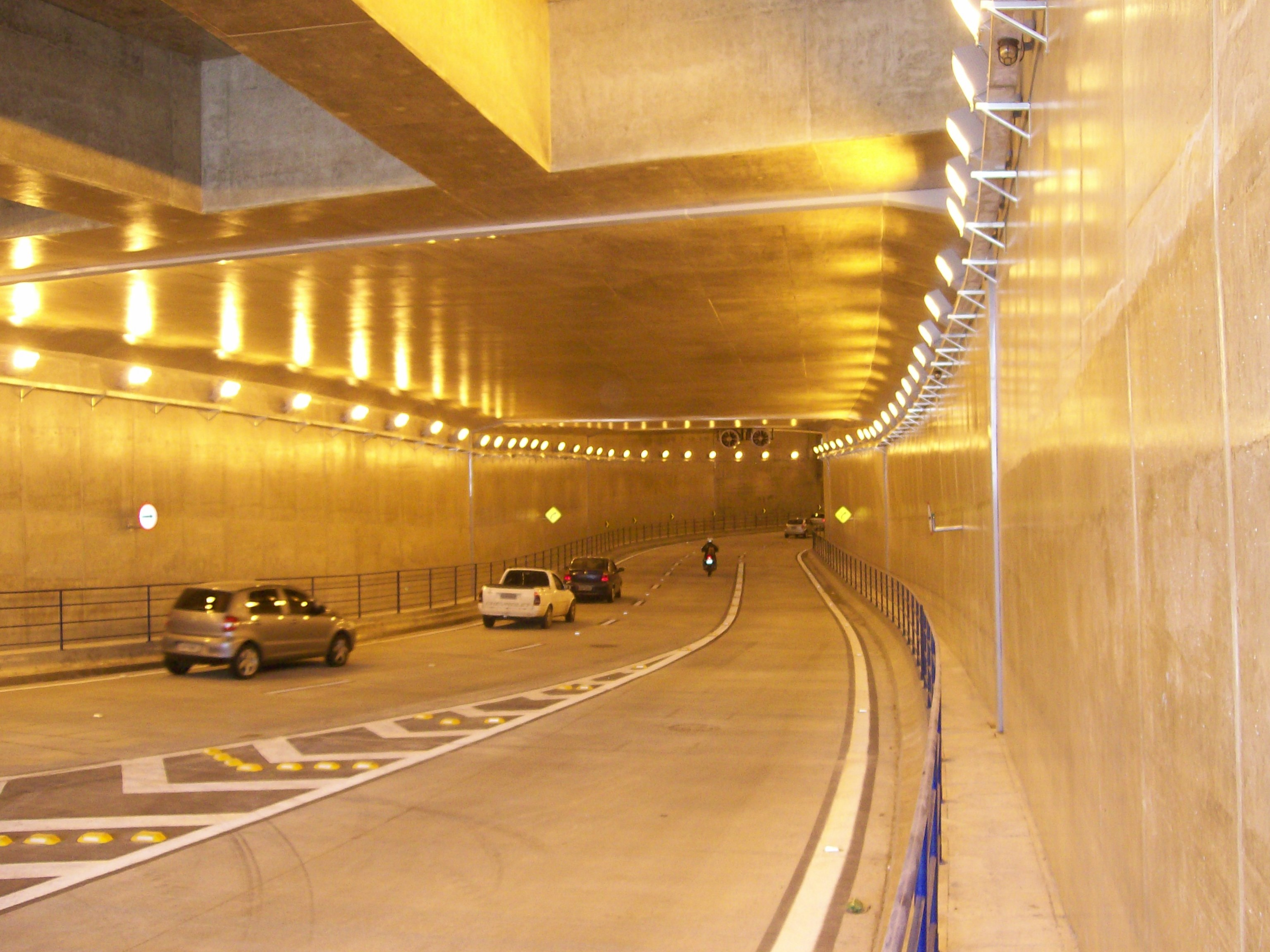
Interior do Túnel 2